# Wanliang (köpinghuvudort i Kina, Jilin Sheng, lat 42,43, long 127,29)
Wanliang är en köpinghuvudort i Kina. Den ligger i provinsen Jilin, i den nordöstra delen av landet, omkring 240 kilometer sydost om provinshuvudstaden Changchun. Antalet invånare är 21 499. Befolkningen består av 10 499 kvinnor och 11 000 män. Barn under 15 år utgör 18,0 %, vuxna 15-64 år 74 %, och äldre över 65 år 6,0 %.
Runt Wanliang är det ganska glesbefolkat, med 48 invånare per kvadratkilometer. Wanliang är det största samhället i trakten. Omgivningarna runt Wanliang är en mosaik av jordbruksmark och naturlig växtlighet.
Genomsnittlig årsnederbörd är 1 146 millimeter. Den regnigaste månaden är juli, med i genomsnitt 285 mm nederbörd, och den torraste är januari, med 12 mm nederbörd.